# 정곡중학교
정곡중학교(正谷中學校)는 대한민국 경상남도 의령군 정곡면 중교리에 있는 사립 중학교이다.

## 학교 연혁
- 1954년 1월 27일 : 학교법인 배정학원 설립인가
- 1954년 1월 27일 : 제1대 이사장 남증수 취임
- 1964년 1월 8일 : 정곡중학교 설립인가
- 1964년 3월 1일 : 초대 남기열 교장 취임
- 1964년 4월 15일 : 정곡중학교 개교
- 1970년 11월 29일 : 2층 6개 교실 증축
- 2010년 5월 17일 : 제12대 이경희 이사장 취임
- 2022년 3월 2일 : 제12대 김광이 교장 취임
- 2023년 1월 6일 : 제57회 졸업식(졸업생누계 3,613명)
- 2023년 3월 2일 : 입학식(3명)

## 참고 자료
- 정곡중학교 - 한국교육학술정보원 학교알리미